# 雅努什·佩恰克-佩恰克
雅努什·佩恰克-佩恰克（波蘭語：Janusz Pyciak-Peciak，1949年2月9日—），波兰男子现代五项运动员。他曾获得1976年夏季奥运会现代五项比赛男子个人金牌。他也参加了1972年和1980年夏季奥运会。